# أريغارون أنيق
أريغارون أنيق (الاسم العلمي:Erigeron elegantulus) هو نوع من النباتات يتبع جنس الأريغارون من الفصيلة النجمية.